# Bački Breg
Bački Breg (cyr. Бачки Брег; chorw. Bereg) – wieś w Serbii, w Wojwodinie, w okręgu zachodniobackim, w mieście Sombor. W 2011 roku liczyła 1140 mieszkańców. We wsi znajduje się przejście graniczne z Węgrami do miejscowości Hercegszántó.